# 리 맥클로스키

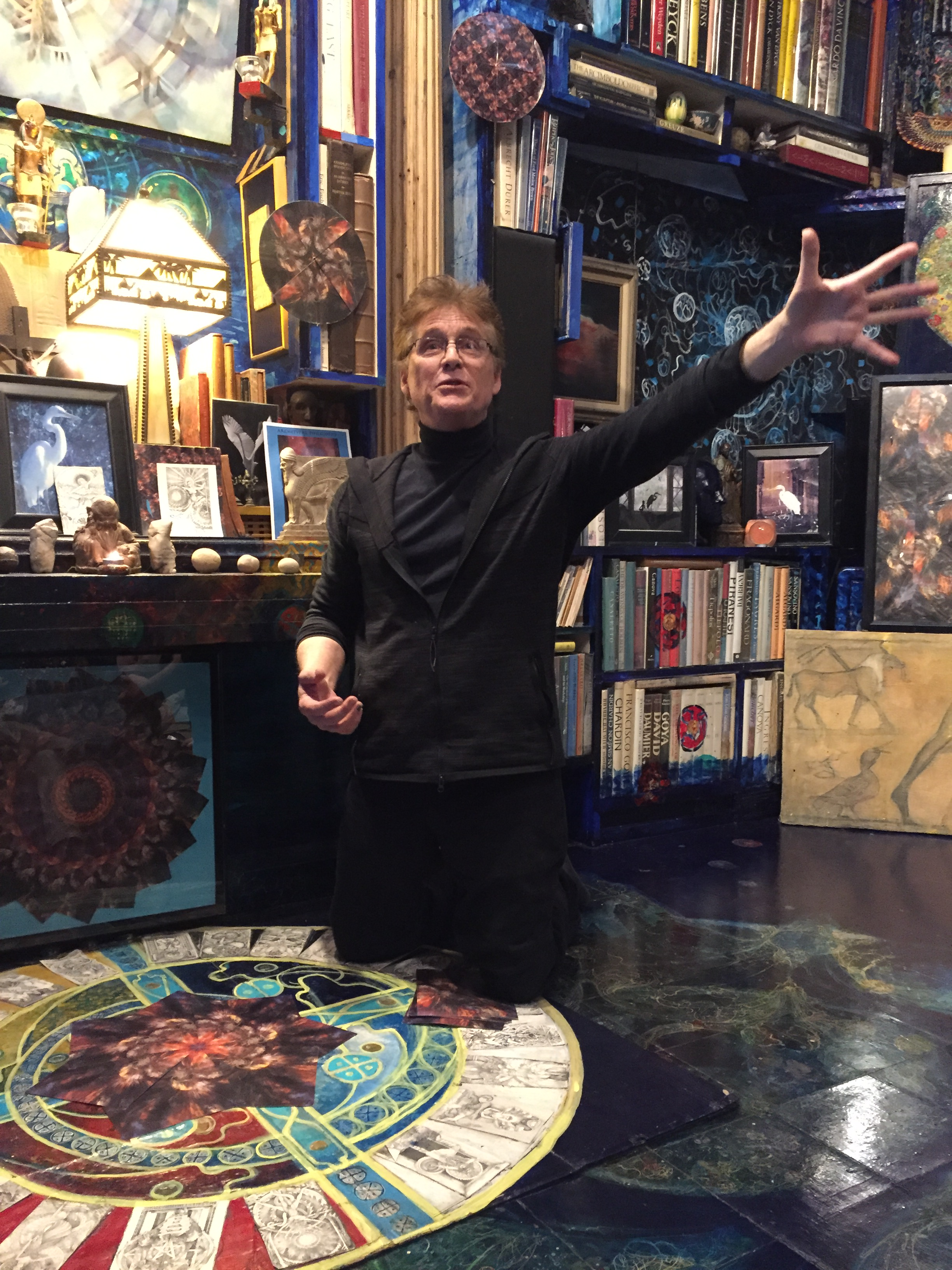

리 매클로스키(Leigh McCloskey, 1955년 6월 21일 ~ )는 미국의 배우, 작가이다.
로스앤젤레스에서 태어났다.

## 출연 작품
- 위험한 약속 (1994년)
- 긴급 구조대 (1993년)
- 신비의 카메론 (1989년)
- 뜨거운 애정 게임 (1988년) - 에릭 역
- 더블 리벤지 (1988년)
- 더티 런드리 (1987년)
- 햄버거 (1986년)
- 팜스프링스의 청춘 (1985년)
- 여성상위시대 (1985년)
- 사랑과 죽음의 마검 (1983년)
- 인페르노 (1980년)
- 버뮤다 깊숙이 (1978년)

### 텔레비전
- 야망의 계절 (1976)
- 댈러스 (1980-88)
- 사랑의 유람선 (1983-85)
- 호텔 (1983-86)
- 더 영 앤 더 레스트리스 (1996-97)
- 원 라이프 투 리브 (2000)

## 도서 목록
- Tarot Re-visioned (2003)